# Религиозная эмиграция из России и СССР
Религиозная эмиграция из России/СССР — выезд на постоянное место жительства в другие страны граждан России/СССР в результате давления государства и господствующей религиозной организации (РПЦ) на различные религиозные и этнические группы населения. Массовая (в отдельные годы насчитывавшая десятки тысяч человек) религиозная эмиграция имело место как в Российской империи, так и в СССР. В постсоветской истории массовая религиозная эмиграция наблюдалась в начале 1990-х годов.
До настоящего времени религиозная эмиграция из России/СССР остаётся мало изученным явлением. Существующие в настоящее время научные исследования, публицистические и художественные произведения затрагивают лишь отдельные составляющие этого явления.

## Из Российской империи

### Причины
По мнению ряда экспертов, в Российской империи религиозная нетерпимость была распространена гораздо больше, чем национальная, и она сохранялась дольше, чем в большинстве стран христианской культуры.
«Дореволюционная Россия представляла собой конфессиональное государство с присущим ему монопольным положением одного религиозного культа, иерархией вероисповеданий и ограничением их в правах, отрицанием возможности внеконфессионального состояния. Переход в православие допускался и даже поощрялся, а вот переход из православия в другую конфессию был категорически запрещен», — отмечают соавторы книги «Правовое противодействие расовой, национальной, религиозной дискриминации».
Как пишут российские религиоведы Роман Лункин и Сергей Филатов, «после падения Византии Россия на протяжении многих веков вплоть до свержения монархии считала себя единственной страной истинной веры — православия. Самым ярким выражением этого самоощущения русской элиты в XV—XVII вв. стала теория „Москвы — третьего Рима“. Именно поэтому чувство национальной, государственной и религиозной избранности, до какой-то степени свойственное почти каждому народу, у православных русских намного ярче и мистичнее, чем, скажем, у испанцев-католиков. Прямым следствием убежденности в русском избранничестве стало представление (часто неосознанное) о том, что русские и их государство должны быть православными — другим здесь места нет».
Доминирование православия обеспечивалось, в значительной степени, чисто полицейскими мерами. Так, «Уложение о наказаниях уголовных и исправительных» от 1845 года (в царской России — аналог современного Уголовного кодекса) «преступлениям против веры» была посвящена целая глава, содержавшая 32 статьи. Например, распространение нехристианской веры наказывалось, согласно статье 190 Уложения, плетьми с наложением клейм и каторжными работами в крепостях на срок от 8 до 10 лет. Протестантам за распространение своей веры, согласно статье 207, полагалась ссылка.
Государственное насилие и бесправное положение способствовали росту эмиграционных настроений неправославного населения Российской империи.

### Потоки

#### Меннониты
В 1880-х годах из России в США выехало около 50 тысяч немецких и голландских колонистов, исповедующих меннонитство (общее количество меннонитов в России в середине XIX века составляло примерно 100 тысяч человек). Причиной стало признание меннонитов (являющихся пацифистами по вере) подлежащими воинской повинности (вопреки обещанию Екатерины Второй, которое она дала, приглашая немцев жить в Россию), а также преследования в связи с распространением своей веры среди русского населения.
Эти эмигранты поселились компактными общинами в штатах Оклахома, Канзас, Северная и Южная Дакота. Здесь они занялись, в основном, земледелием. Меннониты не забыли о России: в 1919 году, в период Гражданской войны, они отправили в страну помощь нуждающимся — денежные пожертвования и вещи на 75 тысяч долларов. Также они финансировали миссионерскую деятельность пресвитера Якова Винса, возглавившего в первой половине 1920-х годов Дальневосточный союз баптистов. В дальнейшем эмиграция меннонитов (в первую очередь, немецкого происхождения) продолжалась и при царской, и при советской власти, и в постперестроечный период.

#### Молокане-прыгуны
В 1864 году имел место массовый исход русских молокан-прыгунов в Азербайджан, в район города Ленкорань. Поход был связан с эсхатологическими ожиданиями. В 1900 году от молокан, осевших в Закавказье, была направлена делегация к царю. Молокане просили либо освободить их от воинской повинности, либо разрешить покинуть страну. В 1904 году они получили отказ. Тогда они стали эмигрировать без разрешения, выезжали партиями по 150 человек. Либо на пароходе по маршруту Батум-Марсель-Панама-Сан-Франциско, либо сначала поездом Тифлис-Гамбург и оттуда уже пароходом. Конечной точкой маршрута стал Лос-Анджелес.
Первые партии устраивались на новой родине на работу и благодаря кредитам работодателей финансировали выезд оставшихся. В общей сложности так выехало 3,5 тысячи человек. По прибытии эмигранты указывали причину смены страны жительства: царские гонения на веру и военная повинность. Исход закончился в 1911 году. По ходатайству верующих американское правительство освободило их от службы в армии США, — даже с началом Первой мировой войны их не призывали.

#### Духоборы
В 1887 году в России была введена всеобщая воинская повинность. Это стало одной из причин волнений в среде духоборов. В 1895 году несколько тысяч духоборов из крупной фракции «постников», строго придерживавшейся христианского пацифизма, по совету их духовного лидера Петра Веригина заявили властям об отказе от военной службы. В Елизаветопольской и Тифлисской губерниях, а также в Карсской области в ночь с 28 на 29 июня они собрали всё имевшееся у них оружие, и сожгли его под пение псалмов.
На подавление волнений в сёлах Тифлисской губернии правительство выслало казаков. «Постники» подверглись избиениям, их имущество разграблялось и уничтожалось при постое войск, отмечались случаи изнасилования женщин и смерти людей от побоев. Позже около 4300 духоборов было принудительно переселено в регионы с плохим климатом без права продажи недвижимости, около 330 военнообязанных было арестовано и отправлено в тюрьмы и дисциплинарные батальоны. Упорствующих в отказе от военной службы ссылали в Сибирь на 18 лет. Множество духоборов умерло в ссылках и заключении.
В 1896 году Веригин подал прошение о разрешении эмиграции духоборов в Канаду, но лишь в 1898 году Министерство внутренних дел России дало согласие.
Разрешением на эмиграцию духоборы во многом обязаны Л. Н. Толстому и толстовцам, которые оказывали им активное содействие. Поддержку переселению духоборов оказал также В. Д. Бонч-Бруевич. В 1898—1899 годах примерно 7500 духоборов эмигрировали в Канаду, в неосвоенные районы провинции Саскачеван. Чтобы использовать гонорар для финансирования переселения, Лев Толстой специально закончил ранее отложенный роман «Воскресение».

## Из СССР

### Реэмиграция

#### Миссионеры
Свержение монархии в России повлекло за собой поток религиозных реэмигрантов, которые ранее были высланы из страны или вынуждены уехать под давлением царских властей. Многие из них были не рядовыми верующими, а пасторами, проповедниками, миссионерами. Этот поток не был большим по численности (учитывая членов семей, возможно, речь шла о нескольких сотнях или тысячах человек), однако был весьма значимым по своему качественному составу, поскольку в Россию возвращались люди, желавшие проповедовать и, нередко, имевшие хорошую богословскую подготовку. Многие из них основывали новые церкви, создавали религиозные фонды, миссии, союзы.
Так, например, Иван Воронаев, вернувшийся в 1921 году после вынужденной эмиграции в США, фактически основал пятидесятническое движение в СССР. Уже к 1929 году созданный и возглавленный Воронаевым Союз христиан евангельской веры насчитывал 25 тысяч членов.
Яков Винс (вернувшийся в 1919 году), а затем и его сын Петр Винс (вернулся в 1926 году) по очереди руководили Дальневосточным союзом баптистов. Николай Пейсти, вернувшийся из Финляндии в 1918 году — возглавил баптистскую общину в Никольске-Уссурийском (ныне г. Уссурийск) и Богословский институт.
С ужесточением антирелигиозной политики в СССР некоторые миссионеры-реэмигранты были вынуждены вновь эмигрировать, например, Яков Винс (1928 год) и Николай Пейсти (1923 год).
Судьба оставшихся, как правило, складывалась трагично. Иван Воронаев был арестован и осуждён в 1930 году. Достоверной информации о его смерти в лагере нет. Предположительно, он был растерзан собаками конвоя, после того как отстал от колонны заключённых по дороге с работы в концлагерь.
Петр Винс, отказавшийся, несмотря на угрозы чекистов, в 1929 году от канадского гражданства, был впервые арестован в 1930 году. Он отсидел три года, выпущен, затем в 1936 году вновь арестован. В начале 1937 года он был освобожден по решению суда в связи с отсутствием фактов контрреволюционной деятельности, но через несколько месяцев вновь арестован и расстрелян.
Алексей Петров, в годы эмиграции окончивший в США Библейский институт и вернувшийся в Россию в 1921 году, служил в общине баптистов Петрограда. В 1926 году он был арестован и отбыл 3,5 года в Соловецком лагере, после чего был отправлен в ссылку. В 1931 году он сумел бежать в Харбин, где организовал при местной баптистской общине приют для эмигрантских сирот, просуществовавший 19 лет (пока не был прикрыт коммунистическими властями Китая).

#### Крестьяне
В начале 1920-х годов власти взяли курс на заселение «сектантами» свободных земель на Кавказе, в Сибири и других регионах. В 1921 году была создана комиссия по заселению свободных земель сектантами, которая должна была ведать вопросами переселения верующих на пустующие земли Сибири, Кавказа и других регионов. В том числе земли предлагались и крестьянам-реэмигрантам.
Одной из масштабных акций стало предоставление нескольких десятков тысяч десятин земли на Северном Кавказе для поселения переезжавших в 1922—1926 годах из Уругвая, Турции, Грузии, Армении, Азербайджана верующих — молокан, новоизраильтян и духоборов. Описаны факты подачи прошения о въезде в РСФСР 24 духоборческих коммун из Закавказья в 1921 году, и аналогичной просьбы со стороны 7—8 тыс. молокан из бывшей Карской области (тоже в 1921 году).
Рассматривался вопрос о возвращении части канадских духоборцев. В ответ на их просьбу В. И. Ленин дал распоряжение «тотчас разрешить и ответить архилюбезно». В 1926 году в Сальский округ Донской области приехала первая партия (400 человек) реэмигрантов-новоизраильтян.

### Причины
Атеизм, как отрицающее религию мировоззрение, не будучи формально провозглашённым в СССР элементом государственной идеологии, активно поддерживался партийными и государственными органами до 1988 года, когда произошла политическая и идеологическая либерализация режима. Известно высказывание Ленина о борьбе с религией: «Мы должны бороться с религией. Это — азбука всего материализма и, следовательно, марксизма. Но марксизм не есть материализм, остановившийся на азбуке. Марксизм идет дальше. Он говорит: надо уметь бороться с религией, а для этого надо материалистически объяснить источник веры и религии у масс».

### Послереволюционный поток
Революция 1917 года в России и последовавшая за ней Гражданская война вызвала всплеск эмиграции по религиозным причинам. Причём к «традиционным» эмигрантам из среды протестантов и иудеев впервые за много столетий добавился мощный поток представителей ранее господствовавшей Русской православной церкви, на которую оказывалось давление атеистов-большевиков.
В 1917—1927 годах РПЦ стала главной мишенью репрессий среди других религий страны. Во-первых, РПЦ рассматривалась большевиками как главный идеологический оплот царизма. Во-вторых, РПЦ была самой большой и самой богатой конфессией в царской России. Обилие материальных ценностей, принадлежащих РПЦ, спровоцировало государственную кампанию по их изъятию, сопровождавшуюся вспышками насилия в отношении духовенства. Наконец, представители РПЦ нередко открыто поддерживали противников большевиков во время гражданской войны.
В то же время распространённое мнение о том, что в первое десятилетие Советской власти протестанты якобы не подвергались гонениям большевиков, было многократно опровергнуто серьёзными исследователями.

### Попытки эмиграции периода коллективизации
В 1928—1929 годах внутренняя политика СССР претерпела значительные изменения: произошла ликвидация НЭПа, на селе развернулась коллективизация, в печати стали публиковаться материалы показательных судебных процессов над «вредителями». В это же время произошло ужесточение антирелигиозной политики государства, в отношении верующих участились репрессии. В 1929 году вышло Постановление ВЦИК «О религиозных объединениях», ухудшавшее положение верующих, а также была изменена ст. 4 Конституции РСФСР: «свобода религиозной и антирелигиозной пропаганды» была заменена на «свободу религиозных исповеданий и антирелигиозной пропаганды».
К этому времени в 25 тысяч «сектантских» коммун в СССР входило порядка 6 миллионов человек. Много их было на Северном Кавказе (около тысячи коммун, в основном, молоканских и духоборских) и на Украине. Благодаря трудолюбию и добросовестности верующих, а также использованию передовых сельскохозяйственных технологий, такие коммуны процветали. Во время коллективизации в газетах стали появляться материалы, что «сектанты», благодаря своим коммунам, уклоняются от налогов. Верующих заставляли либо записываться в индивидуальном порядке в общие колхозы, либо вовсе слили их коммуны с колхозами. Это вызвало недовольство протестантов, среди которых все чаще стали говорить об эмиграции.
Духоборы и молокане
Осенью 1929 года 10 тысяч крестьян-духоборов и 5 тысяч крестьян-молокан обратились во ВЦИК СССР с просьбой разрешить им эмиграцию. Им ответили отказом. Молокане и духоборы ещё трижды (в 1930—1931 годах) вновь обращались с такой просьбой. В одном из обращений они писали: «Мы дошли до такого состояния, что вынуждены будем тронуться гужевым транспортом за границу… пусть стреляют в нас среди пути… Мы готовы помереть за веру и любовь к Богу».
В 1934 году их лидеров осудили на 10 лет лагерей каждого, а идеологом движения за эмиграцию был «назначен» бывший царский генерал Масляников, работавший к тому времени бухгалтером.
Пятидесятники
Историк пятидесятнического движения Владимир Франчук описал скитания группы пятидесятников с Украины, спасавшихся от «трагедии и ужаса коллективизации». Пятидесятники медленно двигались на восток, иногда надолго останавливаясь в той или иной местности. Осенью 1928 года они остановились в Уральске и близких к нему деревнях, где к ним примкнуло несколько местных семей. Однако в 1929 году коллективизация началась и здесь. Тогда пятидесятники, потеряв арестованными несколько человек, разбились на группы и двинулись дальше — в Среднюю Азию. В 1931—1932 годах в районе приграничного города Жаркент (Казахстан) пятидесятники вброд переходили реку и попадали в Китай. Передвигаясь ночами (чтобы избежать встречи с китайскими пограничниками) добрались до города Кульджи, расположенного в Синьцзян-Уйгурского районе Китая.
После полуголодного существования в СССР жизнь в Китае казалась изобильной. Ко времени создания пятидесятнической общины в Кульдже уже существовали две церкви из русских эмигрантов, — православная и баптистская. До середины 1940-х годов пятидесятническая община чувствовала себя в Кульдже вполне уютно, пока до этого района не докатилась гражданская война. Среди жертв боев были и русские эмигранты.
В результате значительная часть общины выехала в центральные районы Китая, а оттуда — в различные страны мира. Участники этого исхода и их потомки живут сегодня в Австралии, Канаде, Соединённых Штатах, Бразилии, Аргентине, Эквадоре, Уругвае, Парагвае, Израиле… Но все они имели один общий перекрёсток в своей истории — церковь в Кульдже. Пришедший к власти китайский коммунистический режим вынудил остававшихся в Кульдже членов русских баптистской и пятидесятнической церквей получить советские паспорта и вернуться в СССР.

### Послевоенная эмиграция
Пятидесятники
Несмотря на «Железный занавес», в послевоенном СССР возникло нелегальное религиозное эмиграционное движение, насчитывающее тысячи человек и состоящее преимущественно из пятидесятников (кроме них, к движению примыкало небольшое количество баптистов). В 1960—1980-е годы центром движения эмиграционников стал город Находка в Приморском крае.
Ядром этого движения стала община пятидесятников, много лет кочевавшая по стране. В 1940-х годах, когда Сталин ослабил гонения на религию, она нашла себе пристанище в городе Фрунзе (ныне Бишкек, Киргизия). Последние годы сталинизма ознаменовались новым витком гонений, когда верующих вновь стали сажать, как «врагов народа» (стандартные сроки — 10 и 25 лет лагерей). Лишившись нескольких человек в репрессиях, община в 1950 году перебралась в Кемерово, затем в 1952 году — в Барнаул, а оттуда в 1957 году — в Находку.
Первоначально в Находку приехало около 300 человек. Однако вскоре, спасаясь от гонений, сюда стали съезжать верующие-пятидесятники со всей страны. Многие из них услышали пророчества о том, что Находка станет местом, откуда они смогут эмигрировать. «Есть в Америке высокий утес, на котором покоится громадный белый ковчег. Скоро поднимется вода в море-океане, и ковчег сойдет со скалы. Он придет к берегам молодого города, заберёт все покаявшиеся души», — так пересказывали это пророчество авторы «антисектантстких» публикаций того времени. При этом, по словам пресвитера находкинской общины пятидесятников Н. П. Горетого, они воспринимали это пророчество символически. В 1961 году Горетой составил списки находкинских пятидесятников, желающих эмигрировать из СССР. Вместе с детьми их численность превысила 1000 человек.
Гонения на общину начались в 1958—1959 годах — с началом хрущёвской антирелигиозной кампании. Основными методами стали запрет на проведение богослужений и какую-либо миссионерскую деятельность, увольнения с работы, отказ в прописке, натравливание детей пятидесятников на родителей в школе, использование карательной психиатрии для борьбы с лидерами, и, наконец, осуждение к исправительным лагерям.
Молитвенный дом пятидесятников подвергался набегам хулиганов, которые забрасывали окна камнями. После запрета на богослужения верующие разбились на несколько групп и стали проводить собрания на частных квартирах, постоянно меняя места сбора и руководителей групп, чтобы запутать КГБ.
В 1961—1963 годах пятидесятники подали в Находкинский горисполком 3 заявления со слезными просьбами прекратить преследование, разрешить собираться свободно и официально зарегистрировать общину. Положительного ответа они так и не получили. Председатель Находкинского горисполкома Н. Дубовка, отчитываясь перед краевым партийным начальством о своей реакции на эти заявления, сообщал, что «в вероучении этой секты имеются положения, исполнение которых приводит к психическому расстройству верующих».
В 1961 году состоялся судебный процесс над Горетым, а также проповедниками общины Райляном и Бобарыкиным. Максимальный приговор получил Горетой — 6 лет лагерей и ещё 5 лет ссылки. (В 1970-х годах он будет осуждён повторно и проведет в общей сложности в лагерях 14 лет). В вину ему вменялось религиозное воспитание своих семерых детей, в также руководство «изуверской сектой». Кроме этого, в 1959-62 годах состоялось ещё два пропагандистско-показательных и три обычных судебных процесса над молодыми пятидесятниками, отказавшимися от службы в армии по религиозными убеждениям. Обычно за это приговаривали к 1—2 годам ИТЛ.
Одновременно с этим движение за эмиграцию вызревало в пятидесятнической общине города Черногорска Красноярского края, где в начале 1960-х годов были осуждены пастор Григорий Ващенко и ещё несколько членов церкви. Движение в Черногорске не было массовым, однако семерым верующим из этого города в результате многолетней борьбы удалось выехать в США после 5 лет добровольного заточения в подвале американского посольства в Москве. (См. статью Сибирская семёрка)
Между тем в Находке, несмотря на посадки верующих, движение не заглохло. В 1964 году двое пятидесятников, Фёдор Сиденко и Василий Патрушев, попытались передать списки желающих эмигрировать проживавшему во владивостокской гостинице японскому консулу, чтобы он в дальнейшем переправил их в ООН. Однако они были арестованы и приговорены к лишению свободы.
В 1970-х годах находкинским пятидесятникам удалось наладить связь с советскими политическими диссидентами (Сахаров, Щаранский, Алексеева и другие) и через них информировать о своих бедах мировое сообщество. Представители находкинских пятидесятников несколько раз выезжали в Москву, а один из их лидеров Борис Перчаткин даже провёл подпольную пресс-конференцию для иностранных журналистов, приглашённых диссидентами.
К движению присоединялись верующие из других общин по всему СССР. К 1979 году число верующих, подавших на эмиграцию, достигло 20 тысяч. Ещё одним центром движения стала пятидесятническая община в станице Старотитаровской Краснодарского края, которую возглавил Николай Горетой после своей первой отсидки. Лидеров движения (в том числе Перчаткина и Горетого) периодически сажали по обвинениям в «клевете на советский строй» либо по уголовным статьям.
Большим успехом движения за эмиграцию стал принятый Конгрессом США Закон об эмиграции в США по религиозным мотивам. Американский Конгресс принял его после выступления с докладом Бориса Перчаткина. Принятие закона совпало по времени с падением «железного занавеса», когда началась массовая эмиграция христиан-протестантов из СССР.
28 мая 2011 года в городе Сакраменто (Калифорния, США) в Славянской Миссионерской церкви «Вифания» был торжественно открыт музей истории славянской эмиграции Америки (МИСЭА). В основном экспонаты музея посвящены эмиграции по религиозным мотивам.

### Итоги
Точных оценок количества христиан, эмигрировавших из бывшего СССР в постсоветский период, нет. По данным РОС ХВЕ, только в 1989—1995 годах и только пятидесятников эмигрировало более 25 тысяч. По некоторым оценкам общее число христиан-эмигрантов только в США за весь постсоветский период составило 500 тысяч человек. Так, например, Первая славянская баптистская церковь города Сакраменто (Калифорния, США), в 1988 году состоявшая из 18 членов к 2012 году, выросла до 1200 членов, Вторая славянская баптистская церковь г. Сакраменто, — до почти 1000 членов.
В то же время массовая эмиграция верующих ослабила протестантское движение в СНГ. «1988 год стал годом „прорыва“ для благовестия в СССР. Повсеместно стали проводиться открытые массовые евангелизационные служения: впервые мы увидели лицом к лицу таких благовестников как Ярл Пейсти, Билли Грэм, Алексей Леонович, Сэмми Типпит и др. В то время нужны были люди, силы, средства для обширного повсеместного благовестия, однако, вместо этого, мы получили массовый исход верующих в США и другие страны. Однозначно можно сказать, что этот факт подорвал дело благовестия в СССР (а потом — и в странах СНГ)», — считает христианский блогер из Белоруссии Василий Трубчик.